# Microtea debilis
Espèce
Synonymes
- Microtea debilis var. ovata Delile ex Moq.
- Microtea debilis var. rhombifolia Moq.
- Microtea ovata Delile ex Moq.
- Schollera debilis (Sw.) Rohr[2]

Microtea debilis est une espèce de plante à fleurs de la famille des Microteaceae (anciennement Phytolaccaceae). Néotropicale, on la trouve du sud de l'Amérique centrale, aux Antilles et du Nord du Brésil au Pérou. 
On la connaît sous les noms de alentou case, entoucase, racine pistache en créole guyanais ou erva-mijona en portugais du Brésil. 
Dans les petites Antilles, on l'appelle Demoiselle, Marie-Perrine, Herbe long-case ou Maripérin, Olonkaz, Zèb olonkaz, Alonkaz, Alantoukaz, Antoukaz, Alatoukay, Dimwézèl lo en créole.

## Description
Microtea debilis est une petite herbacée annuelle rudérale rampante mesurant moins de 50 cm, à inflorescence en cyme blanche discrète, et se reproduisant par graines.
Adventice des cultures, elle apprécie les sols meubles assez riches en matière organique.

## Usages
Typique de la pharmacopée traditionnelle guyanaise, cette plante sert à confectionner une tisane réputée hypotensive, diurétique et antigrippale chez les créoles et les Aluku.
Dans les Antilles françaises, elle est utilisée pour traiter les troubles urinaires, le diabète, l'hypertension et l'obésité (action « brule graisse »).

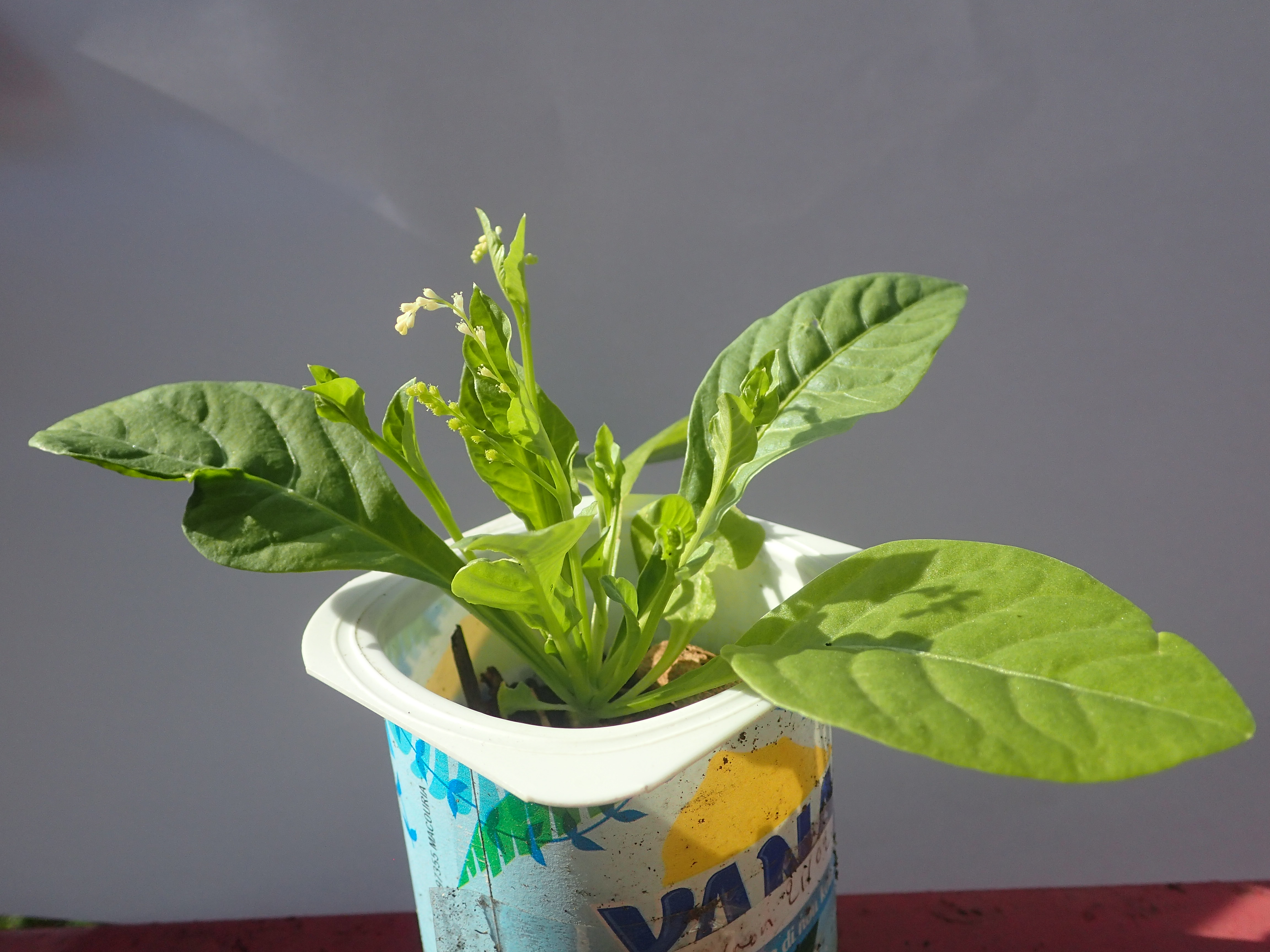
Microtea debilis plante entière.
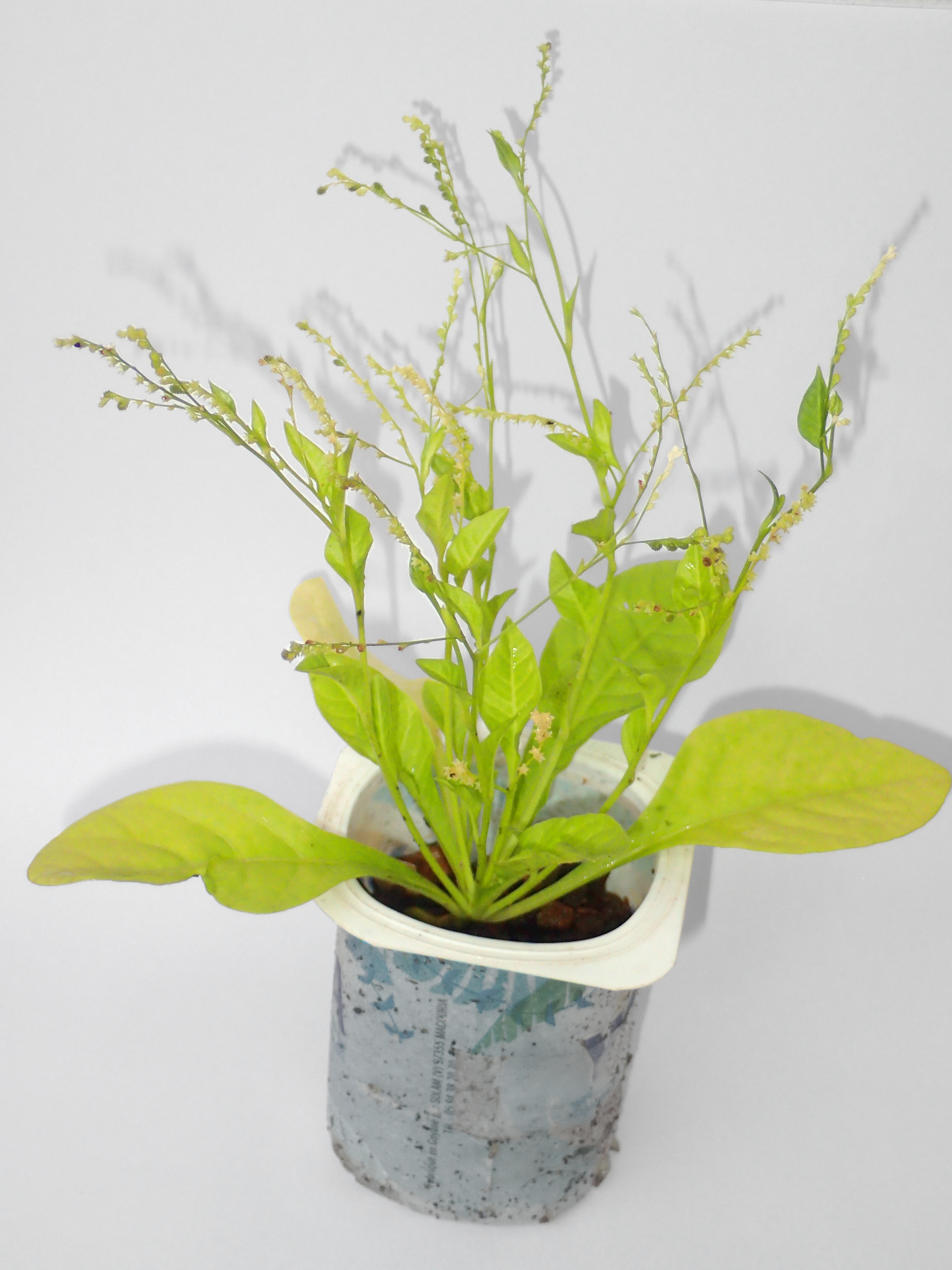
Microtea debilis plante entière.
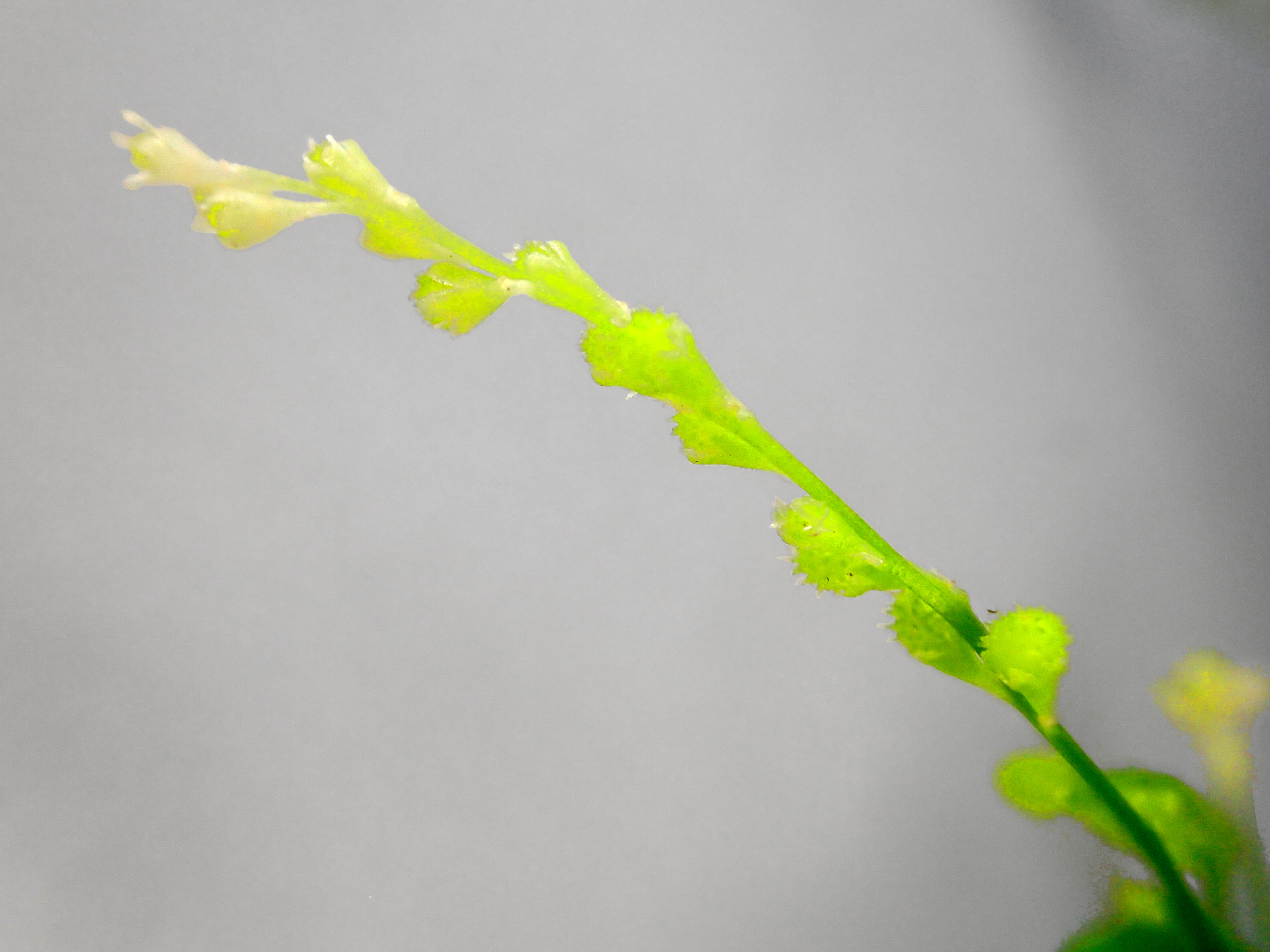
Jeune inflorescence de Microtea debilis.
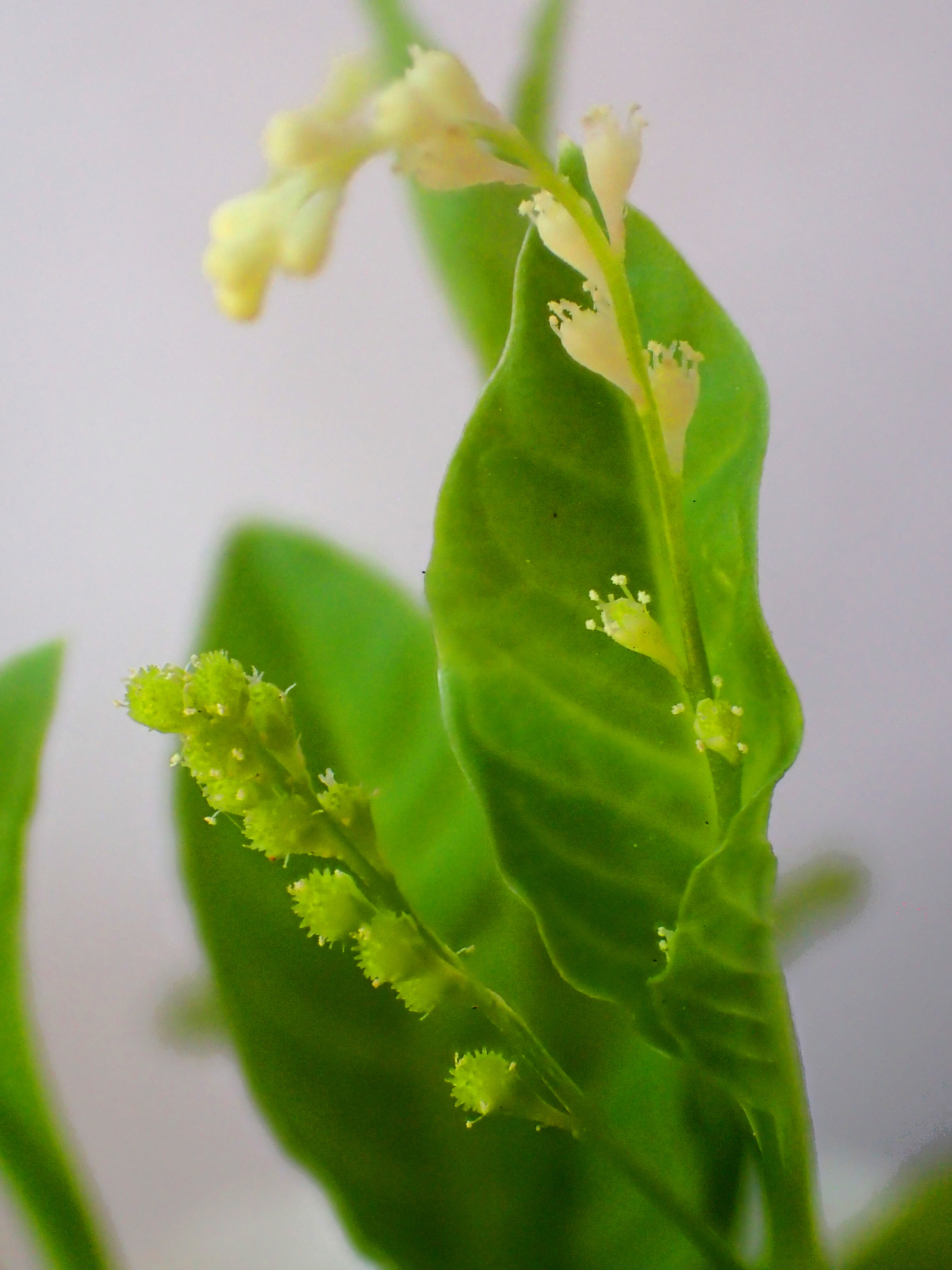
Détail de l'inflorescence et d'une jeune infrutescence de Microtea debilis.
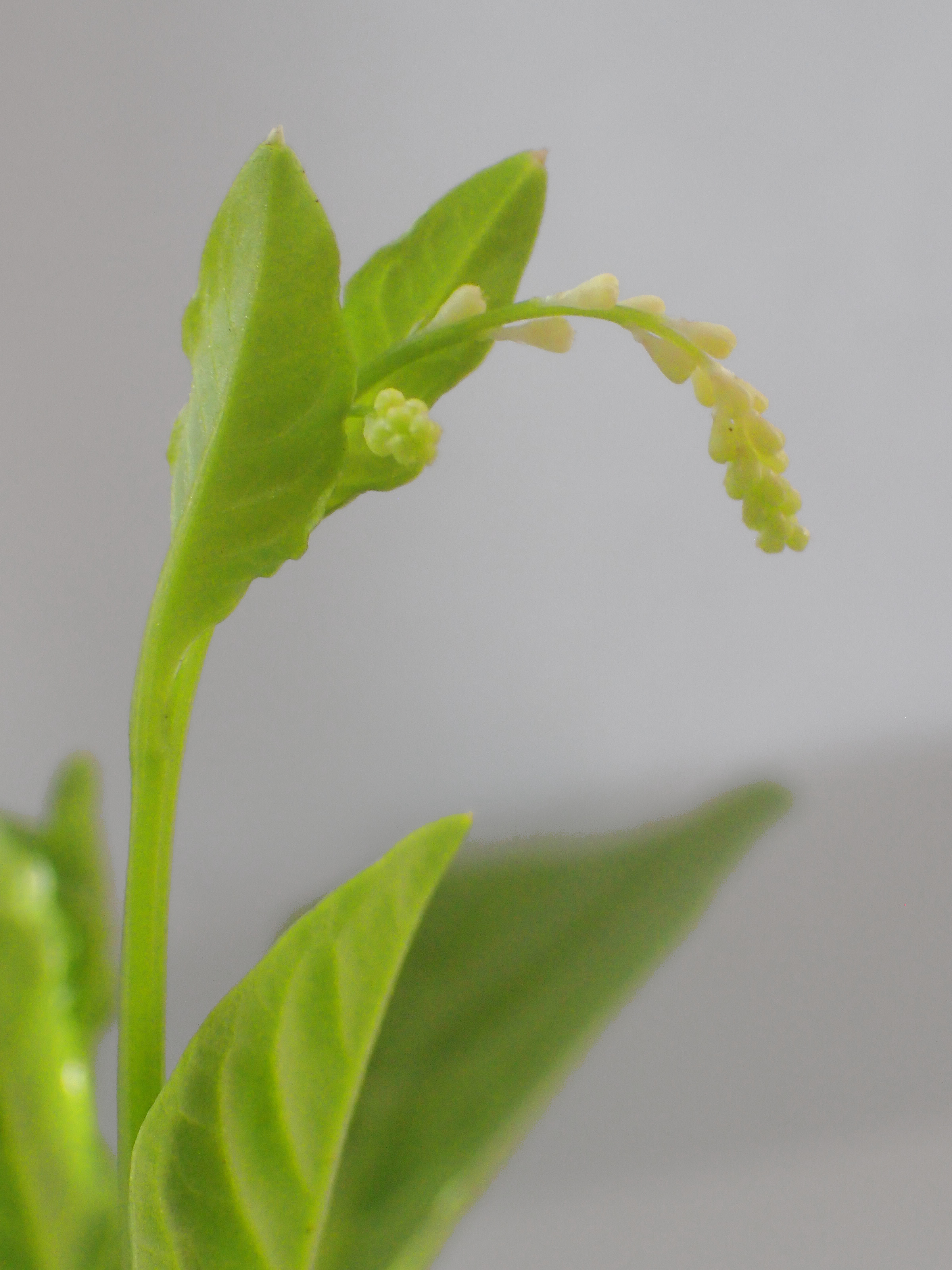
Détail d'une inflorescence de Microtea debilis.
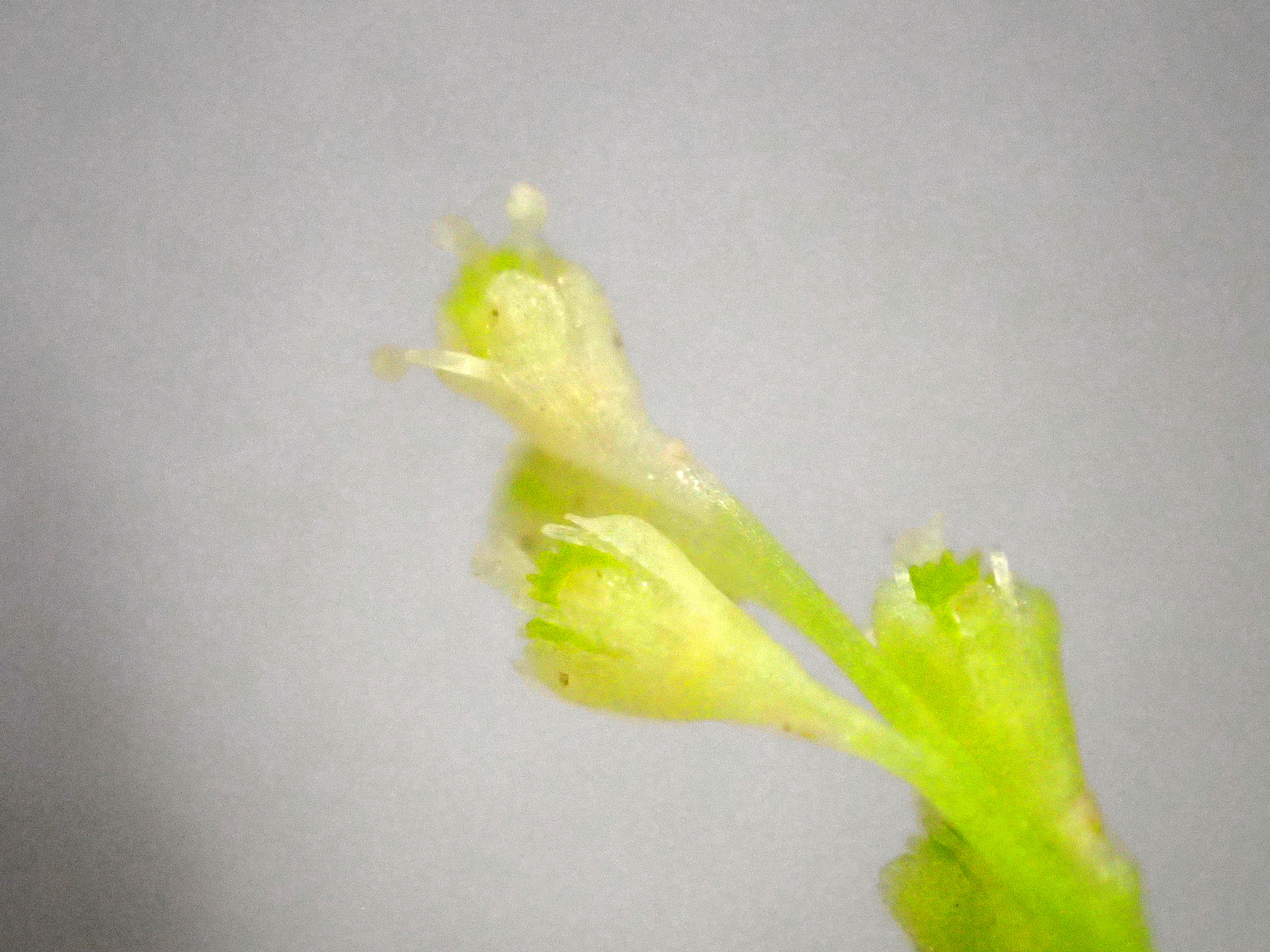
Fleurs de Microtea debilis.
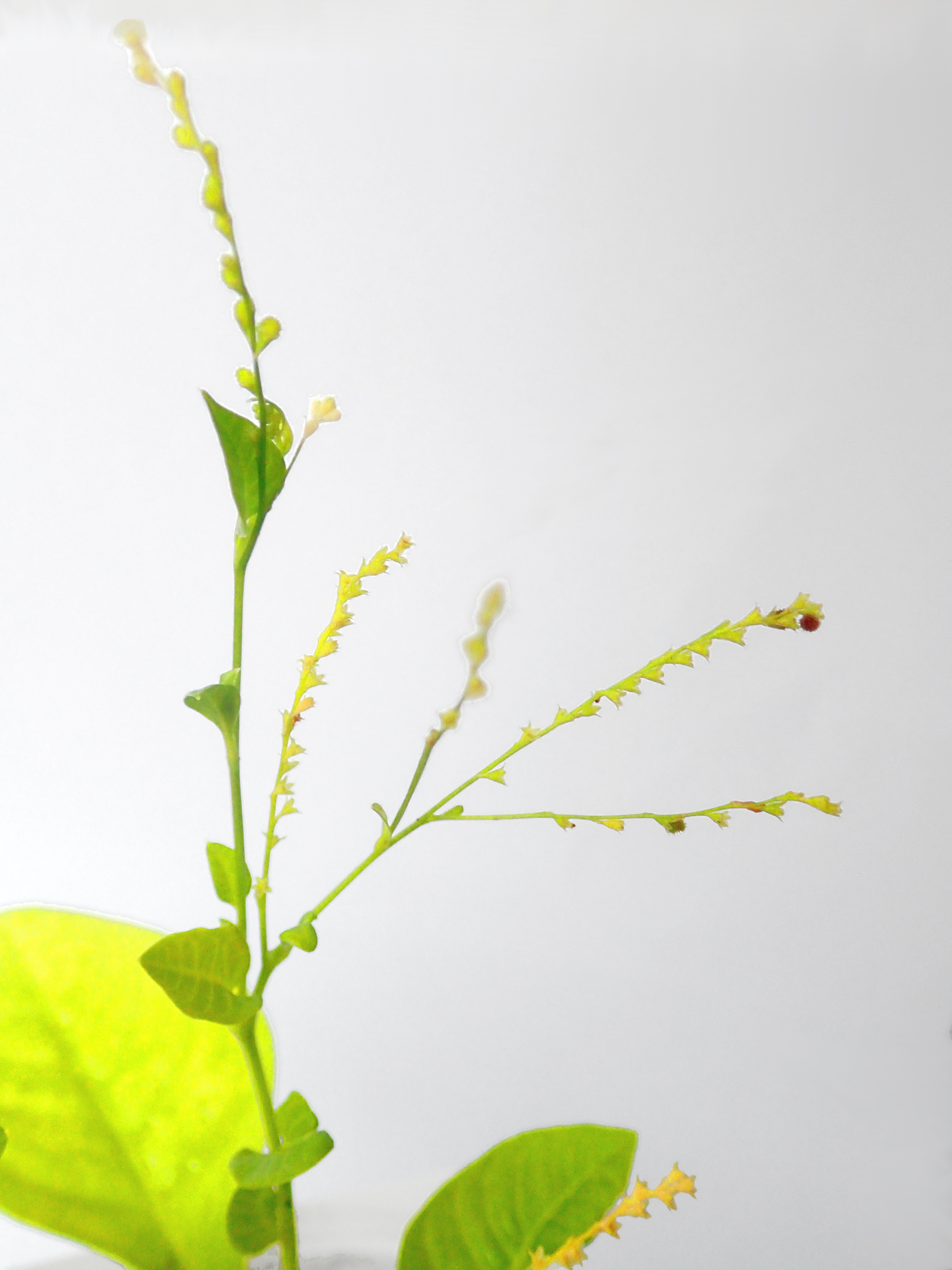
Rameau de Microtea debilis couvert d'inflorescences.
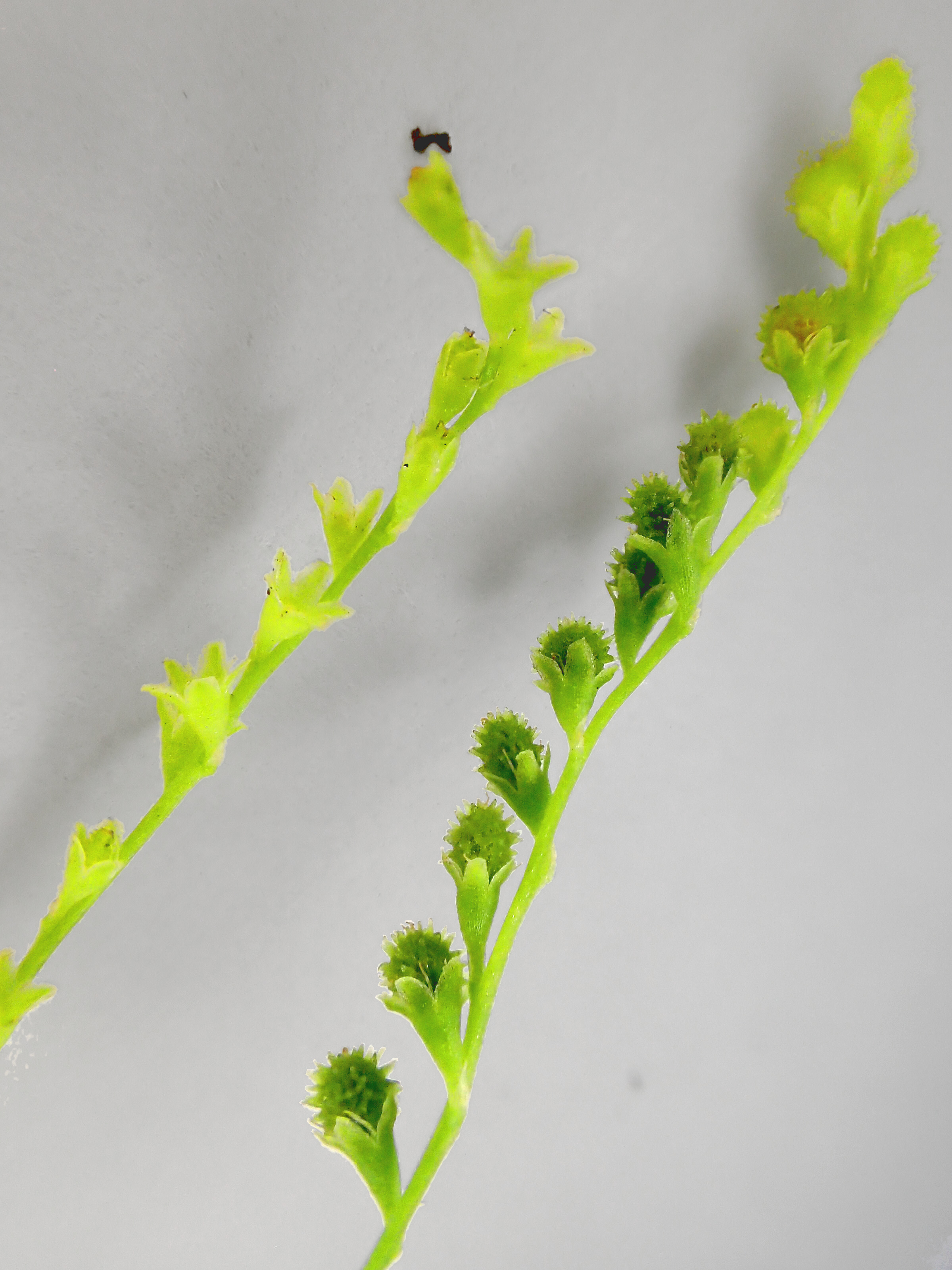
Jeunes fruits de Microtea debilis.
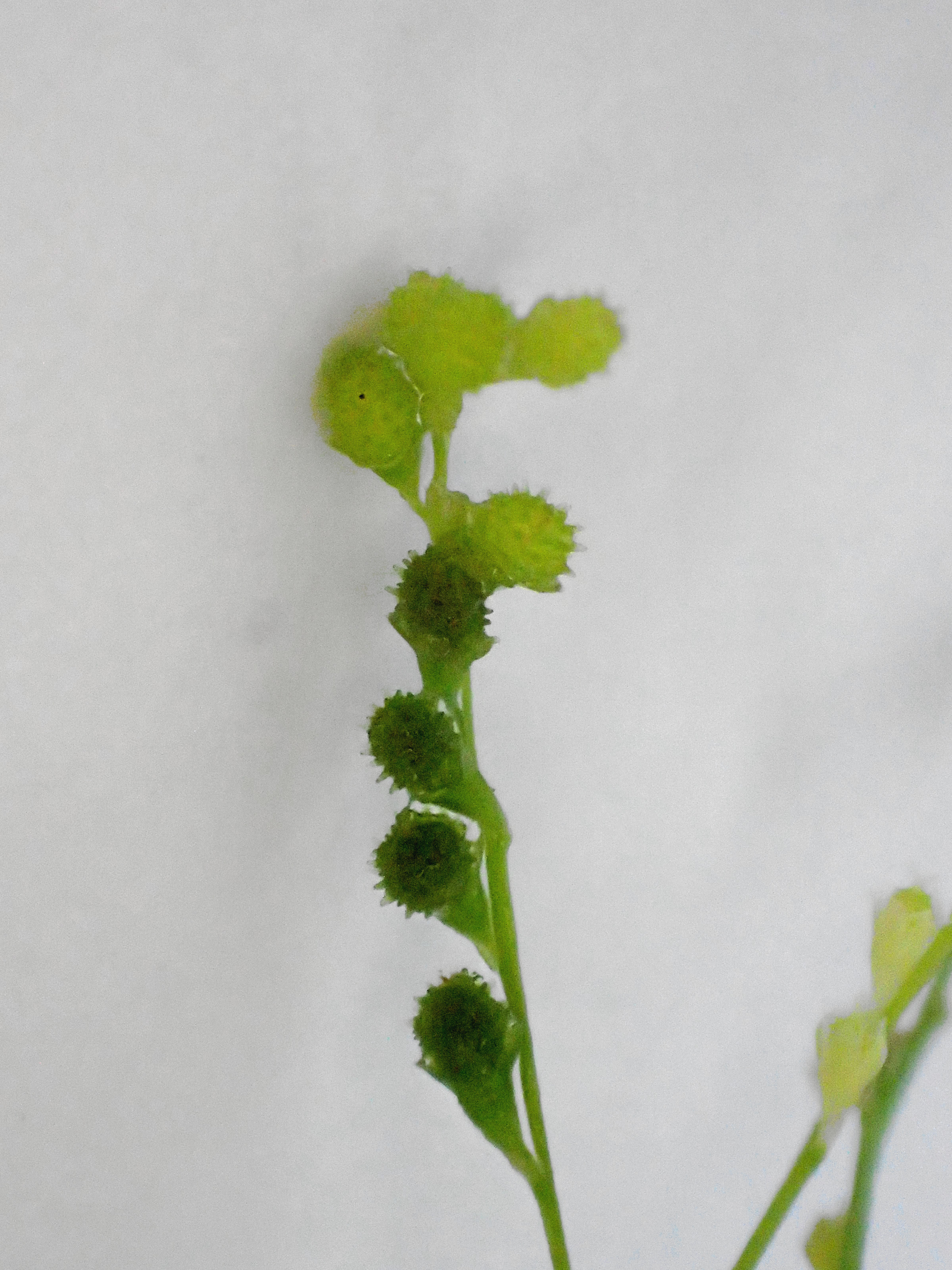
Jeunes fruits de Microtea debilis.
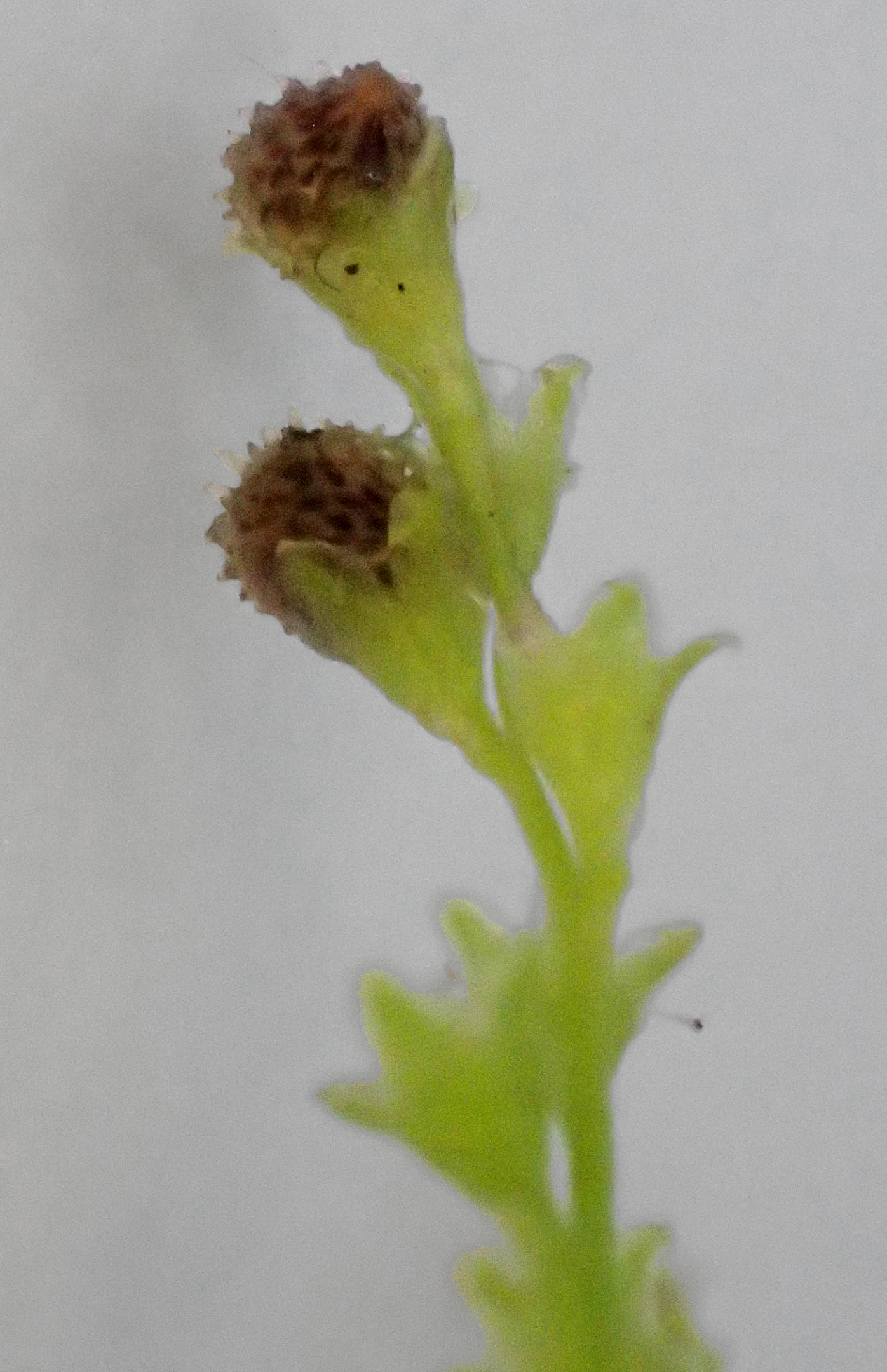
Fruits matures de Microtea debilis.
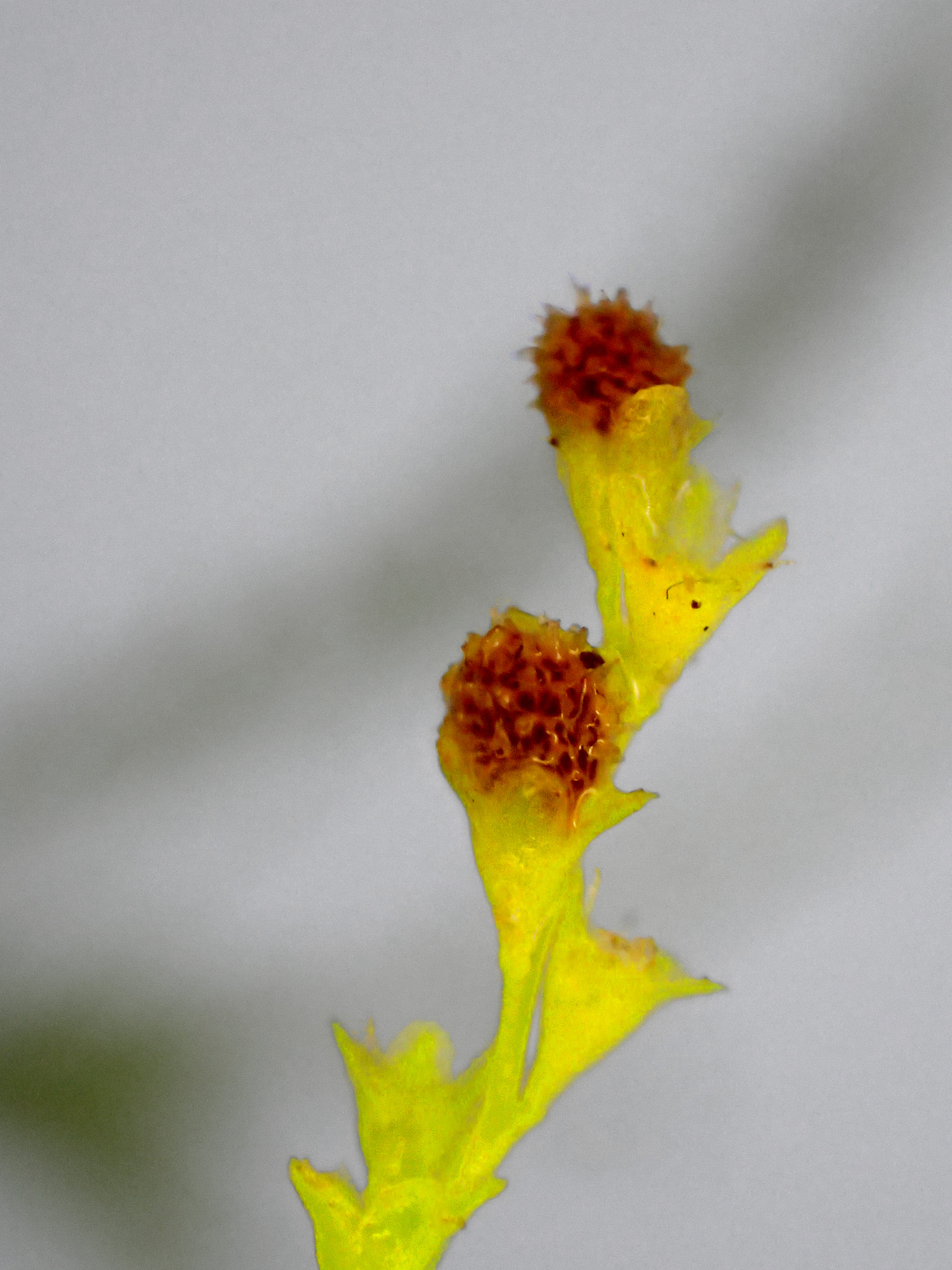
Fruits matures de Microtea debilis.